# Hocaido
Hocaido ou Hokkaido (em japonês: 北海道; romaniz.: Hokkaidō; lit. "Circuito do Mar do Norte"), anteriormente conhecida como Ezo, Yezo, Yeso, ou Yesso, é a segunda maior ilha do arquipélago japonês, e é a maior e mais setentrional das prefeituras do Japão. É separada de Honshu pelo Estreito de Tsugaru. As duas ilhas são conectadas pelo Túnel Seikan. Suas principais cidades são Sapporo (capital), Obihiro, Otaru, Asahikawa, Kitami e Kushiro. A cerca de 43 km ao norte de Hocaido está a ilha Sacalina, na Rússia, enquanto ao leste e nordeste estão as disputadas ilhas Curilas. A prefeitura é banhada ao norte e a leste pelo mar de Okhotsk, ao sul pelo oceano Pacífico e a oeste pelo mar do Japão.

## História

### Avanço do povo japonês (período Nara-período Kamakura)
Nos tempos antigos, apareceu como Toshima em "Nihon Shoki". Existem várias teorias sobre se é verdade ou não, mas em "Nihon Shoki", diz-se que o imperador Saimei ordenou que Abe no Hirafu enviasse 10 000 soldados a Oshima para conquistar Ezo. Diz-se que Hirafu derrotou Ezo, e com Ezo rendido, derrotou a raça estrangeira quieta e trouxe de volta os prisioneiros.
Durante os períodos Nara e Heian, negociou com a província de Dewa. Os habitantes daquela época eram chamados de Emishi, como os habitantes da parte norte da região de Tohoku. Provavelmente ambos são do mesmo grupo étnico, e acredita-se que o Ezo do lado de Hocaido seja o Ezo posterior, ancestrais dos Ainus atuais.
Desde a Idade Média, os habitantes de Hocaido foram chamados de Ezo, e a terra de Hocaido foi chamada de várias maneiras, como Ezo. Nos tempos antigos, Emishi usava a agricultura como pilar de sua vida, mas gradualmente se especializou em caça e pesca, e começou a obter ferro e outros produtos através do comércio com os japoneses.
Após o período Kamakura, podem ser vistas as atividades do domínio Matsumae e a festa que se tornou a base do Wajinchi.
Hocaido é a terra natal da etnia Ainu. O Nihon Shoki, finalizado no ano de 780, é creditado por ter a primeira menção sobre Hocaido na história documentada. De acordo com o texto, Abe no Hirafu, levou um grande exército para as áreas nortenhas entre os anos de 658 e 660 e entrou em contato com os Mishihase e os Emishi, nativos da região. Um dos lugares que Hirofu foi era chamado de Watarishima (em japonês: 渡島; romaniz.: Watarishima), onde acredita-se que seja a atual Hocaido. Entretanto, muitas teorias existem em relação aos detalhes deste evento, incluindo a localização de Watarashima e a crença comum de que os Emishi em Watarashima fossem os ancestrais do povo Ainu.

### Os períodosNaraeHeian(710–1185)
Durante os períodos Nara e Heian (710–1185), a população de Hocaido conduziu comércio com a Província de Dewa, um posto avançado do governo central japonês. Na Idade Média, o povo de Hocaido começou a ser chamado Ezo. Hocaido, era conhecida formalmente como Ezochi (em japonês: 蝦夷地; romaniz.: Ezochi; lit. "Terra dos Ezo") Ezogashima (em japonês: 蝦夷ヶ島; romaniz.: Ezogashima; lit. "Ilha dos Ezo"). O povo Ezo dependia, principalmente, da caça e pesca e obtinham arroz e ferro através do comércio com os japoneses.

### OPeríodo MuromachieEdo(1336–1868)
Durante o Período Muromachi (1336–1573), os japoneses criaram um assentamento ao sul da Península de Oshima. A medida que mais pessoas se mudavam para o assentamento para evitar batalhas, surgiram disputas entre os japoneses e os ainu. As disputas eventualmente se transformaram em uma guerra. Takeda Nobuhiro matou o líder Ainu, Koshamain, e derrotou a resistência em 1457. Os descendentes de Nobuhiro se tornaram os governantes do clã Matsumae, o que garantiu direitos exclusivos de comércio com os Ainu nos períodos Azuchi-Momoyama e Edo (1568–1868). A economia do clã Matsumae dependia do comércio com os Ainu. Eles detiveram autoridade no sul de Ezochi até o final do Período Edo em 1868.
O domínio do clã Matsumae sobre os Ainu deve ser entendido no contexto da expansão do estado feudal japonês. Líderes militares medievais no norte de Honshū (ex. os Fujiwara do Norte e o Clã Akita) mantiveram apenas tênues laços políticos e culturais com a corte imperial e seus representantes, o Xogunato Kamakura e o Xogunato Ashikaga. Os homens feudais fortes às vezes se localizavam dentro de uma ordem institucional medieval, tomando títulos xogunais, enquanto em outros tempos eles assumiam títulos que aparentavam dar-lhes uma identidade não-japonesa. De fato, muitos feudais fortes descendiam dos líderes militares Emishi que foram assimilados à sociedade Japonesa. O clã Matsumae era descendente dos Yamato assim como pessoas de outros grupos étnicos japoneses, enquanto os Emishi do norte de Honshu eram um grupo distinto relacionado aos Ainu. Os Emishi foram conquistados e integrados ao estado japonês no século VIII, e como resultado começaram a perder a distinta cultura e etnia à medida que se tornaram minoria. No momento que o clã Matsumae dominou os Ainu, os Emishi eram etnicamente mestiços e mais fisicamente próximos dos Japoneses do que eram com os Ainu. Isso combina mais com a teoria da "transformação", que diz que os Jōmon nativos mudaram gradualmente com a chegada de imigrantes Yayoi em Tōhoku do que a teoria da "substituição", que diz que uma população (Jōmon) foi substituída por outra (Yayoi).

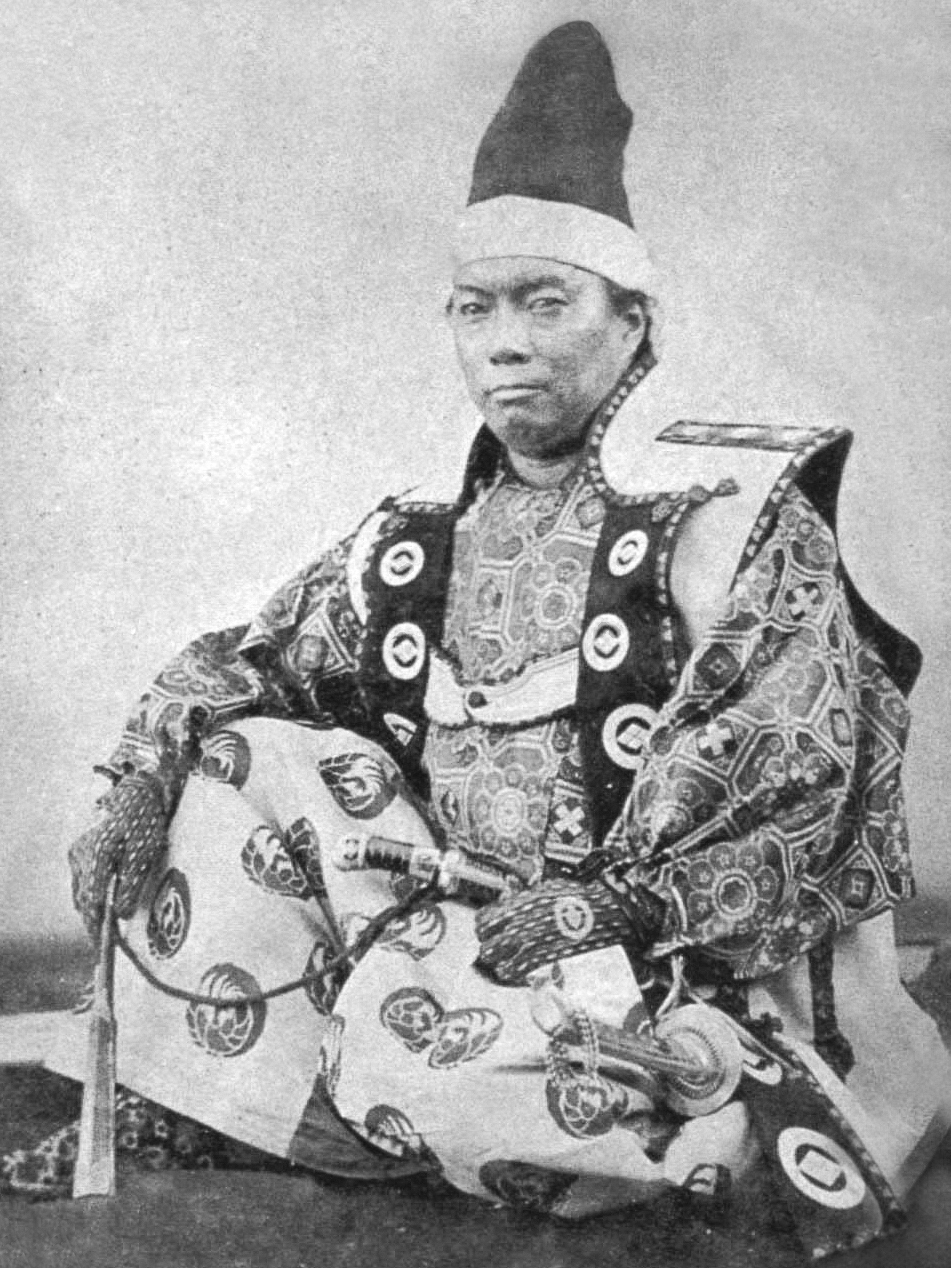
Matsumae Takahiro, o senhor do clã Matsumae no final do Período Edo. 10 de dezembro de 1829 – 9 de junho de 1866

Houve numerosas revoltas Ainu contra o domínio feudal. A maior foi a Revolta de Shakushain entre 1669–1672. Em 1789, um movimento menor, a Rebelião Menashi-Kunashir, foi contida. Depois dessa rebelião os termos "japonês" e "ainu" claramente se referiam a grupos distintos, e os Matsumae eram inequivocamente japoneses. Entre 1799–1821 e 1855–1858, o Xogunato Edo tomou controle direto de Hocaido em resposta a ameaça de invasão vinda da Rússia.
Liderando a Restauração Meiji, o Xogunato Tokugawa percebeu que havia uma necessidade de preparar defesas no norte contra uma possível invasão Russa e tomar o controle da maior parte de Ezochi. O Xogunato tornou a situação dos Ainu mais fácil, mas não mudou a forma geral de governo.
Hocaido foi conhecida como Ezochi até o final da Restauração Meiji. Pouco antes da Guerra Boshin em 1868, um grupo de homens leais aos Tokugawa liderados por Enomoto Takeaki ocuparam temporariamente a ilha (o governo é comumente, mas erroneamente chamado de República de Ezo), mas a rebelião foi contida em maio de 1869. Ezochi foi posteriormente posta sob controle de Hakodate-fu (em japonês: 箱館府), Governo da Prefeitura de Hakodate. Quando a Comissão de Desenvolvimento (em japonês: 開拓使; romaniz.: Kaitakushi) foi estabelecida, o Governo Meiji apresentou um novo nome. Após 1869, a ilha japonesa do norte ficou conhecida como Hocaido e as subdivisões regionais foram estabelecidas, incluindo as províncias de Oshima, Shiribeshi, Iburi, Ishikari, Teshio, Kitami, Hidaka, Tokachi, Kushiro, Nemuro e Chishima.

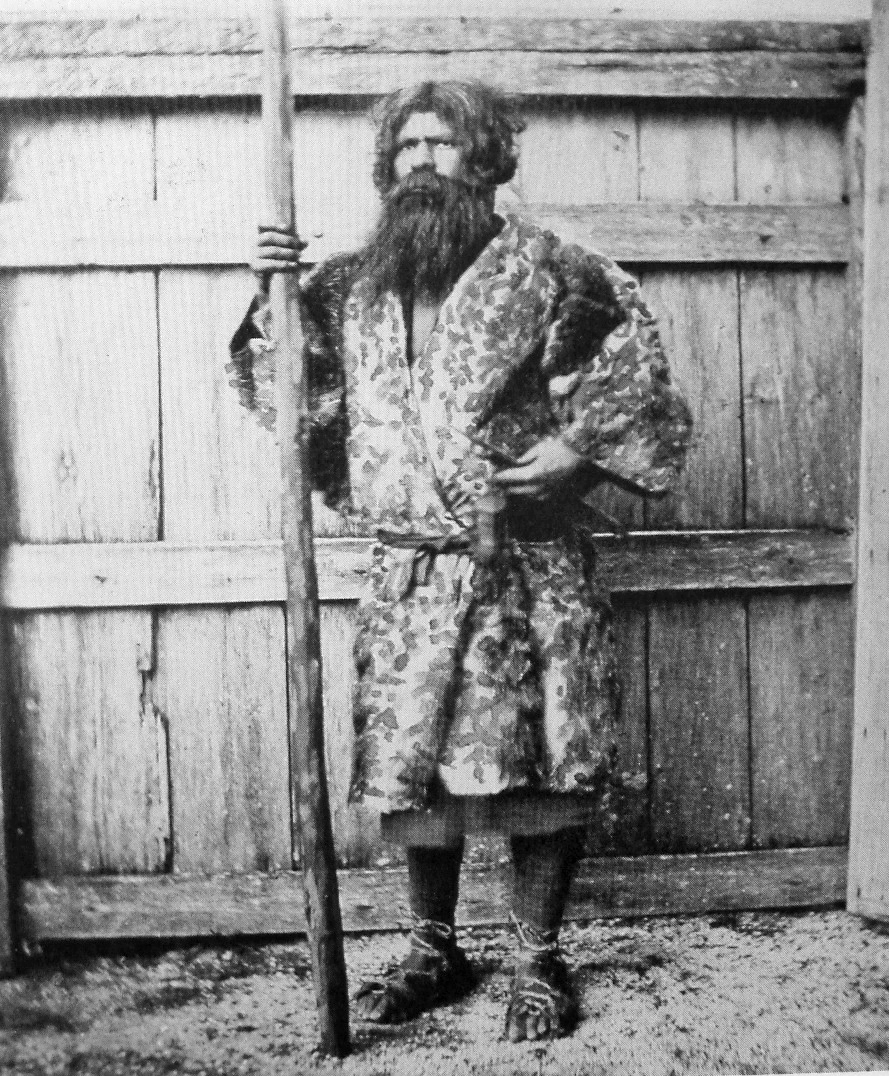
Os Ainu são o povo nativo de Hocaido

O propósito inicial da comissão de desenvolvimento era proteger Hocaido antes que os russos estendessem seu território para o extremo-leste além de Vladivostok. Kuroda Kiyotaka foi encarregado da empreitada. Seu primeiro passo foi viajar para os Estados Unidos e recrutar Horace Capron, comissário de agricultura do presidente Ulysses S. Grant. Entre 1871 e 1873, Capron se esforçou para expor a agricultura e mineração ocidentais, obtendo resultados medianos. Frustrado com os obstáculos encontrados, voltou para casa em 1875. Em 1876, William S. Clark chega para fundar uma faculdade de Agricultura em Sapporo. Apesar de ter ficado apenas um ano, Clark deixou uma boa impressão em Hocaido, inspirando os japoneses com seus ensinamentos de agricultura, bem como com o Cristianismo. Suas palavras ao partir, "Boys, be ambitious!" (em inglês: "Boys, be ambitious!"; lit. "Meninos, sejam ambiciosos!") podem ser encontradas em prédios públicos em Hocaido até hoje. A população de Hocaido cresceu de 58 000 para 240 000 em uma década.
Em 1882, a Comissão de Desenvolvimento foi abolida. Os meios de transporte na ilha ainda estavam em desenvolvimento, então a prefeitura foi separada em várias "subprefeituras" (em japonês: 支庁; romaniz.: shichō), nomeadas como Prefeitura de Hakodate (em japonês: 函館県; romaniz.: '"Hakodate-ken), e Prefeitura de Nemuro (em japonês: 根室県; romaniz.: Nemuro-ken), que poderiam executar deveres administrativos do governo da prefeitura e manter o controle sob o desenvolvimento da ilha. Em 1886, as três prefeituras foram rebaixadas, e Hocaido foi posta sob a Agência Hocaido (em japonês: 北海道庁; romaniz.: Hokkaidō-chō). Essas subprefeituras ainda existem hoje, apesar de terem bem menos poder do que possuíam antes e durante a Segunda Guerra Mundial, sua função atual consiste em lidar com papeladas e outras funções burocráticas.
Em meados de julho de 1945, cidades e bases militares em Hocaido foram atacadas pela Força Tarefa 38 da Marinha dos Estados Unidos. Em 14 e 15 de julho, aeronaves que operavam a partir dos porta-aviões da força tarefa afundaram e danificaram um grande número de navios nos portos ao longo da costa sul de Hocaido, bem como no norte de Honshu. Além disso, em 15 de julho, uma força de três couraçados e dois cruzadores rápidos bombardearam a cidade de Muroran. Antes que o rendimento japonês fosse formalizado, a União Soviética fez preparos para invadir Hocaido, mas o presidente Harry Truman deixou claro que o rendimento de todas as ilhas japonesas seria realizado pelo General MacArthur através da Declaração do Cairo de 1943.
Hocaido se tornou igual as outras prefeituras em 1947, quando a Lei da Autonomia Local revisada se tornou efetiva. Em 1949, O governo central japonês estabeleceu a Agência de Desenvolvimento de Hokkaido (em japonês: 北海道開発庁; romaniz.: Hokkaidō Kaihatsuchō) como uma agência do Escritório do Primeiro-ministro para preservar seu poder executivo em Hocaido. A Agência foi absorvida pelo Ministério da Terra, Infraestrutura e Transportes em 2001. O Departamento de Hokkaido (em japonês: 北海道局; romaniz.: Hokkaidō-kyoku) e o Departamento de Desenvolvimento Regional de Hokkaido (em japonês: 北海道開発局; romaniz.: Hokkaidō Kaihatsukyoku) do Ministério ainda possuem forte influência nos projetos de construção pública em Hocaido.

### Origem do Nome
Ao estabelecer a Comissão de Desenvolvimento (開拓使 Kaitakushi), o Governo Meiji decidiu mudar o nome de Ezochi. Matsuura Takeshirō submeteu seis propostas, incluindo os nomes Kaihokudō (海北道) e Hocaido (北加伊道), para o governo. Eventualmente, o governo decidiu usar o nome Hocaido, mas escrito como 北海道 devido a melhor harmonia e por conta da similaridade com nomes como Tōkaidō. De acordo com Matsuura, o nome foi pensando porque os Ainu chamavam a região de Kai. Historicamente, muitos povos que interagiram com os ancestrais dos Ainu os chamavam bem como suas ilhas de Kuyi, Kuye, Qoy ou um nome similar, que pode ter conexão com a forma inicial moderna Kai. O elemento Kai também se assemelha fortemente a leitura On'yomi, ou Sino-Japonesa, dos caracteres 蝦夷 (em on'yomi como ka.i, カイ], e em kun'yomi como [e.mi.ji, えみし]) que foram usados ao longo de mil anos na China e Japão como a forma ortográfica padrão a ser usada para se referir aos Ainu e povos relacionados; é possível que o Kai de Matsuura fosse na verdade uma alteração, influenciada pela leitura sino-japonesa de 蝦夷 Ka-i, do exônimo Nivkhe para os Ainu, chamado Qoy.
Não há palavra na língua Ainu para a Ilha de Hocaido. Entretanto, o povo Ainu tinham um nome para todo seu domínio, que incluía Hocaido, as Ilhas Curilas, a Ilha Sacalina, e partes do norte de Honshu, que era Aynu Mosir (アィヌ・モシリ), um nome tomado pelos Ainus modernos para se referir a sua terra natal.  "Ainu Mosir" pode ser literalmente traduzido como "A Terra Onde o Povo (o Ainu) Vive", e foi tradicionalmente usado para servir de contraste com Kamuy Mosir, "A Terra dos Kamuy (espíritos)".
Em 1947, Hocaido se tornou uma prefeitura como as outras, mas o sufixo -ken nunca foi adicionado ao seu nome, então o sufixo -dō se tornou entendido como "prefeitura". "Hokkai-do-ken" (literalmente "Prefeitura da Província do Mar do Norte") é assim sendo, tecnicamente falando, um termo redundante, apesar de ser ocasionalmente usado para o governo da ilha em si. O governo da prefeitura se intitula "o Governo de Hocaido" ao invés de "Governo da Prefeitura de Hocaido".

## Geografia

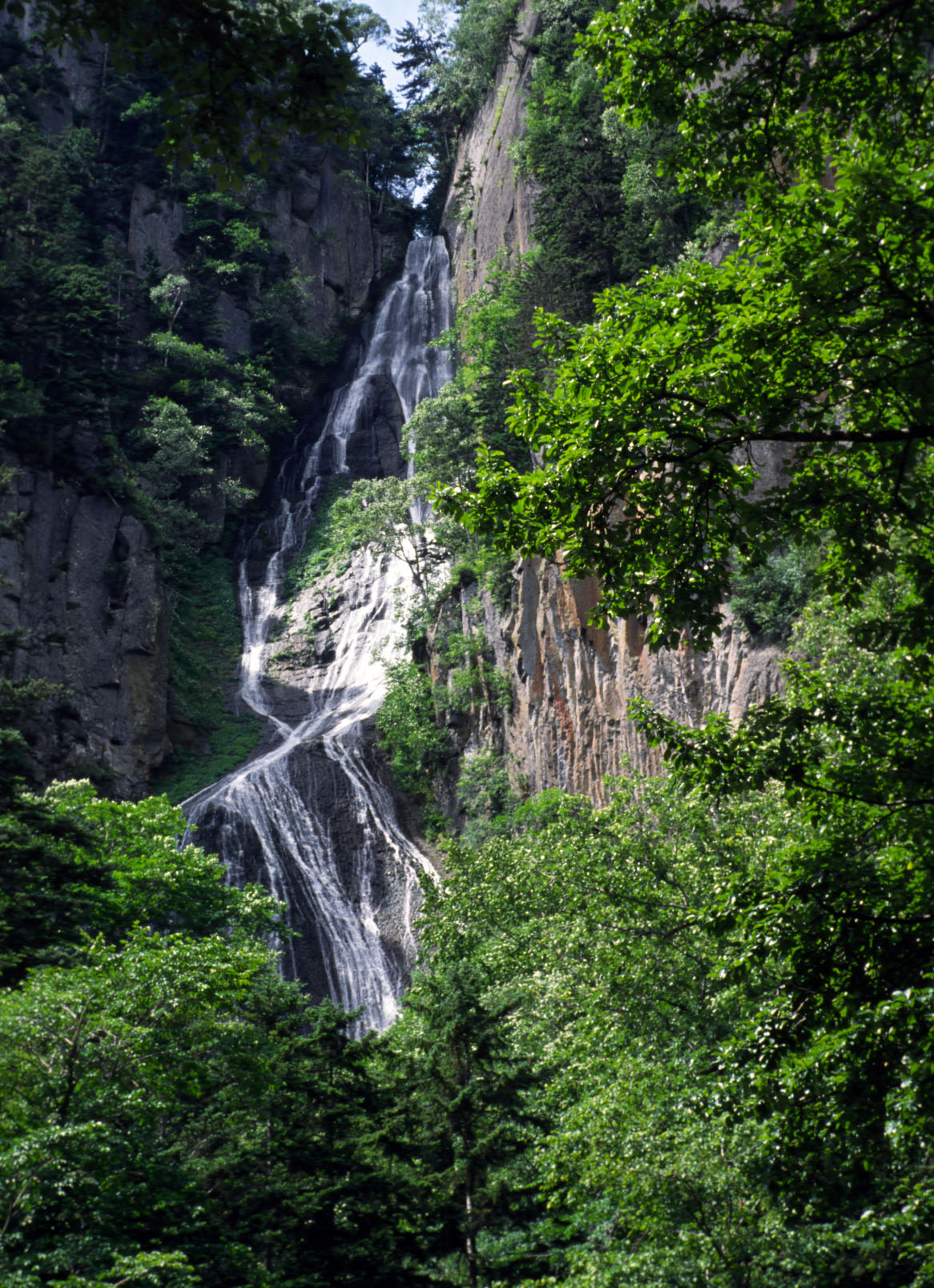
Sōunkyō, um desfiladeiro na Área Vulcânica do Daisetsu-zan

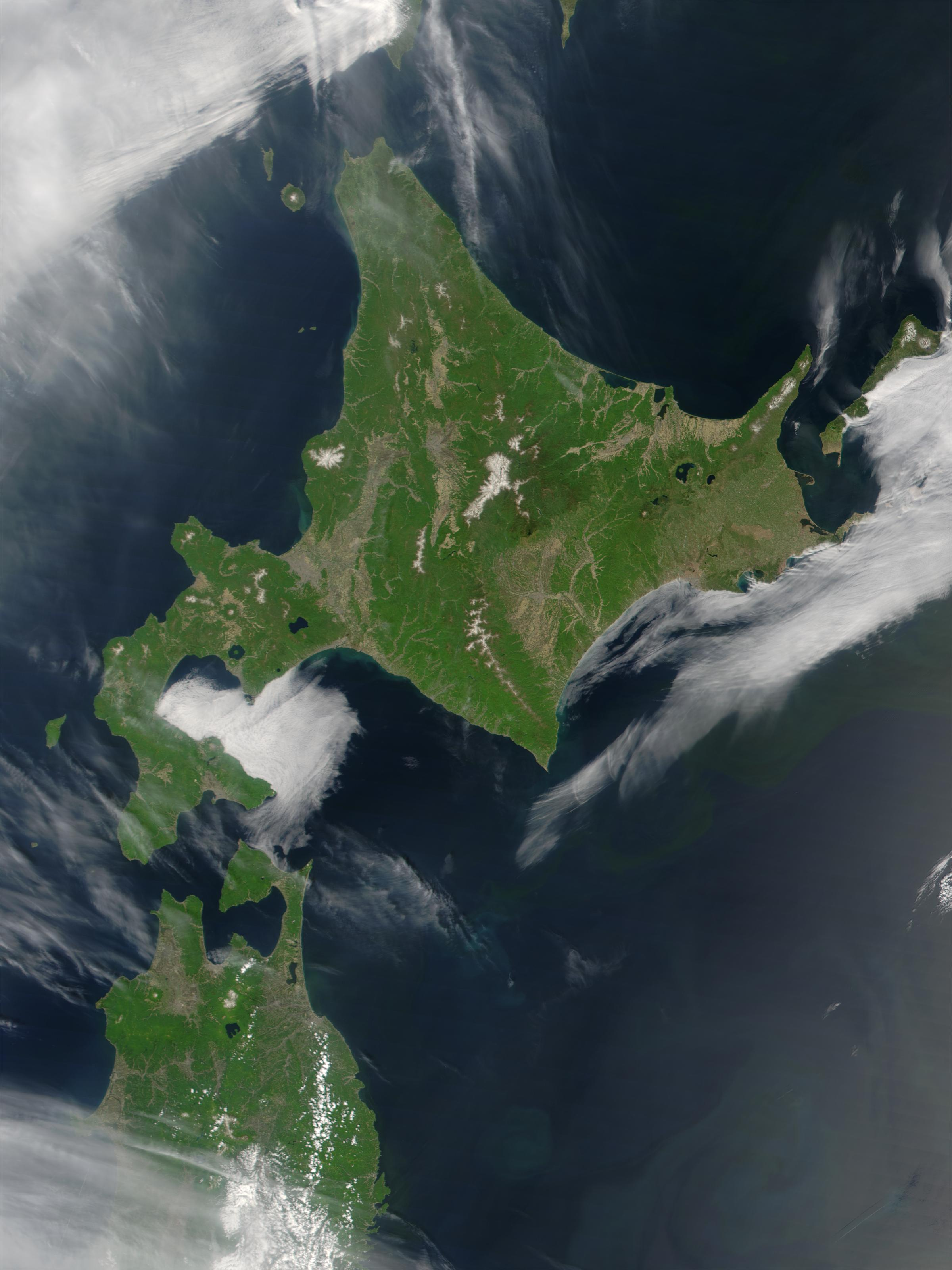
Imagem de satélite de Hocaido

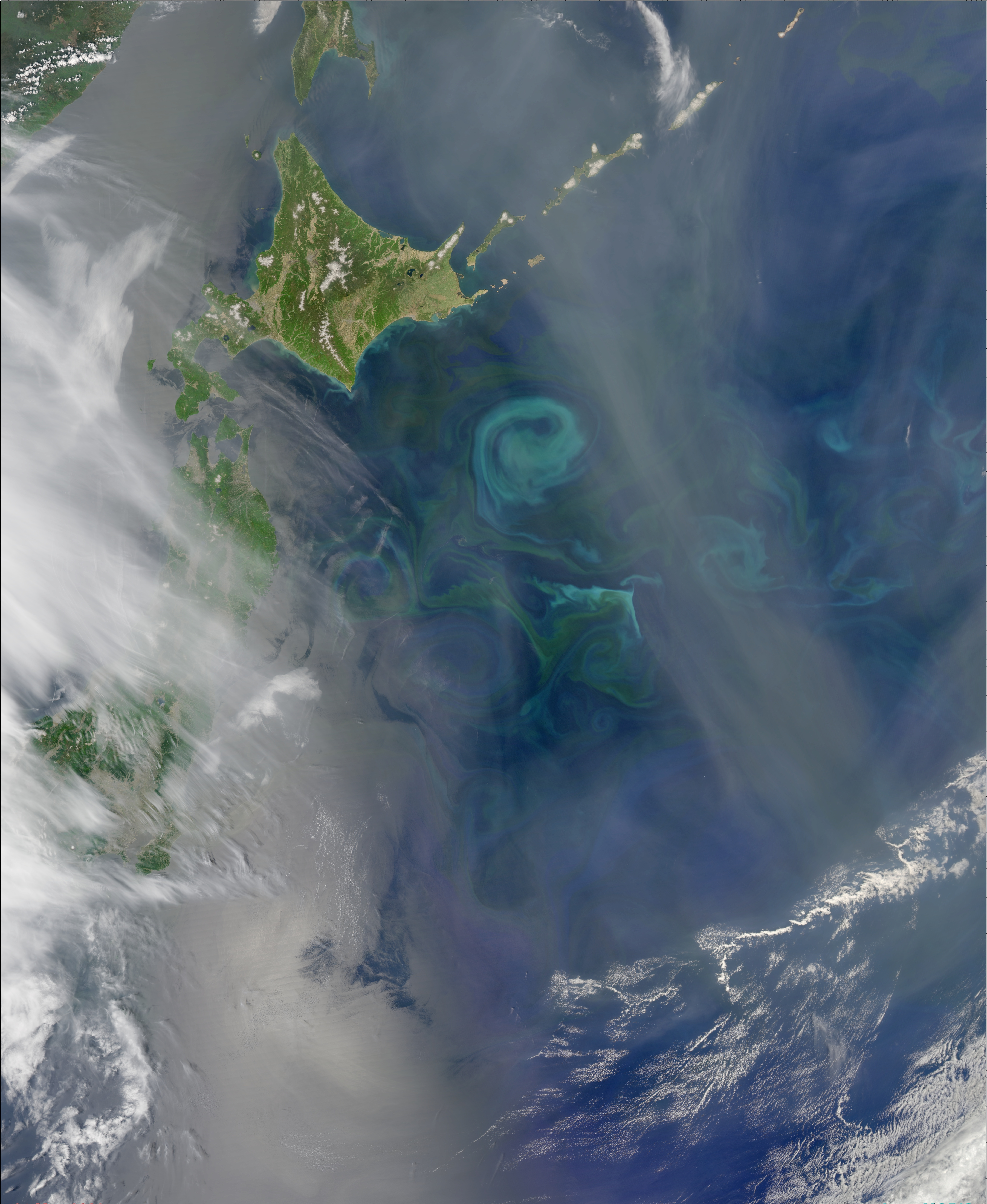
A Corrente Oyashio colidindo com a Corrente Kuroshio fora da costa de Hocaido. Quando duas correntes colidem, elas criam turbilhonamentos. O fitoplâncton torna-se concentrado ao longo das fronteiras destes turbilhonamentos, traçando os movimentos da água

A ilha de Hocaido é localizada no extremo-norte do Japão, próxima da Rússia, e possui litorais no Mar do Japão, no Mar de Okhotsk, e no Oceano Pacífico. O centro da ilha possui um grande número de montanhas e planaltos vulcânicos, e há planícies costeiras em todas as direções. As maiores cidades incluem Sapporo e Asahikawa na região central e o porto Hakodate na direção de Honshu
A jurisdição governamental de Hocaido incorpora muitas ilhas menores, incluindo Rishiri, Okushiri, e Rebun. (Pelo reconhecimento japonês, Hocaido também incorpora muitas das Ilhas Curilas). Já que o status de prefeitura que Hocaido possui é definido pelo dō em seu nome, ela é raramente referida como "Prefeitura de Hocaido", exceto quando é necessário distinguir a entidade governamental da ilha.
Hocaido é a 21ª maior ilha do mundo por área. É 3,6% menor que a ilha da Irlanda enquanto Hispaniola é 6,1% menor que Hocaido. Por população está ranqueada na 20ª posição, entre Irlanda e Sicília. A população de Hocaido é 4,7% menor que a da Irlanda, e a da Sicília é 12% menor que a de Hocaido.

### Atividade sísmica
Como muitas áreas do Japão, Hocaido é sísmicamente ativa. Junto com vários terremotos, os seguintes vulcões ainda são considerados ativos (pelo menos uma erupção desde 1850):
- Monte Koma
- Monte Usu e Shōwa-shinzan
- Monte Tarumae
- Monte Tokachi
- Monte Meakan

Em 1993, um terremoto de magnitude 7,7 gerou um tsunami que devastou a cidade de Okushiri, matando 202 habitantes. Um terremoto de magnitude 8,3 ocorreu perto da ilha em 26 de setembro de 2003.

### Parques nacionais

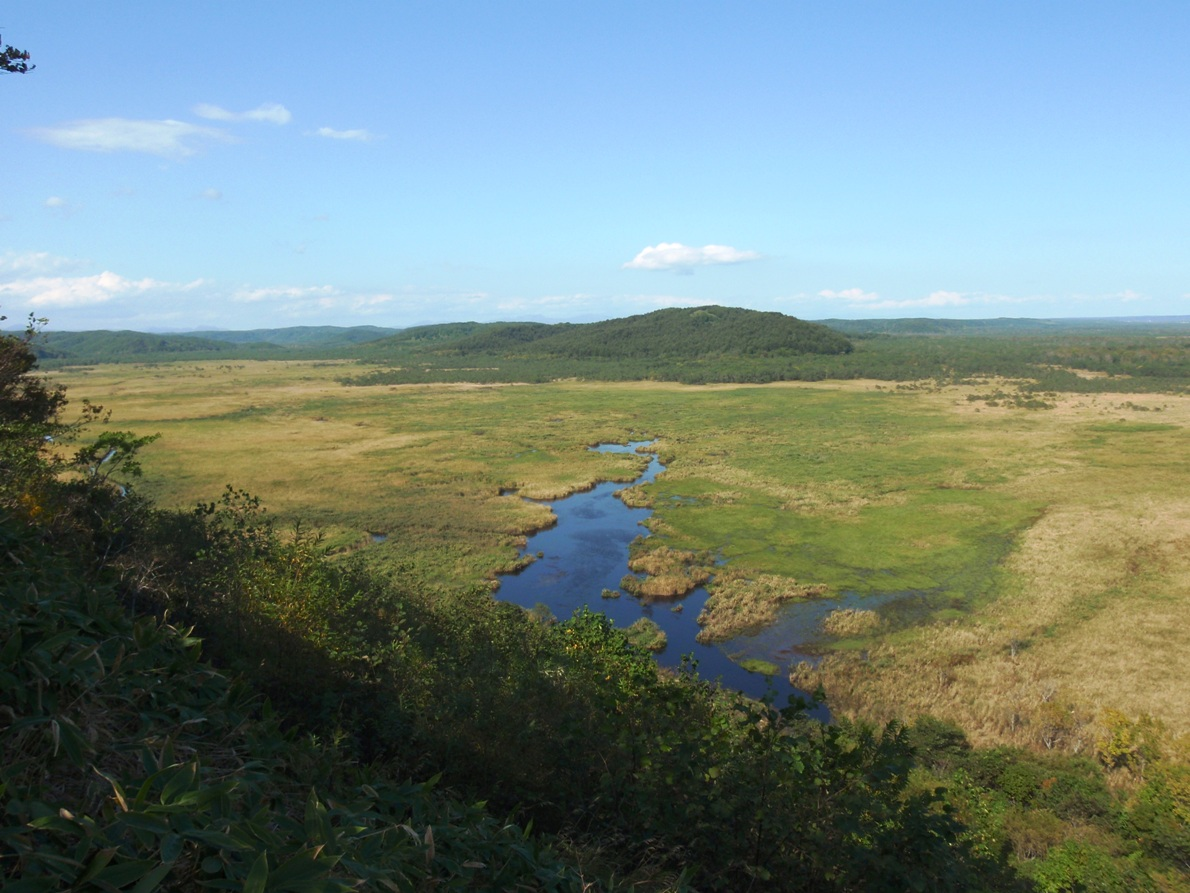
Vista da Área Úmida de Kushiro

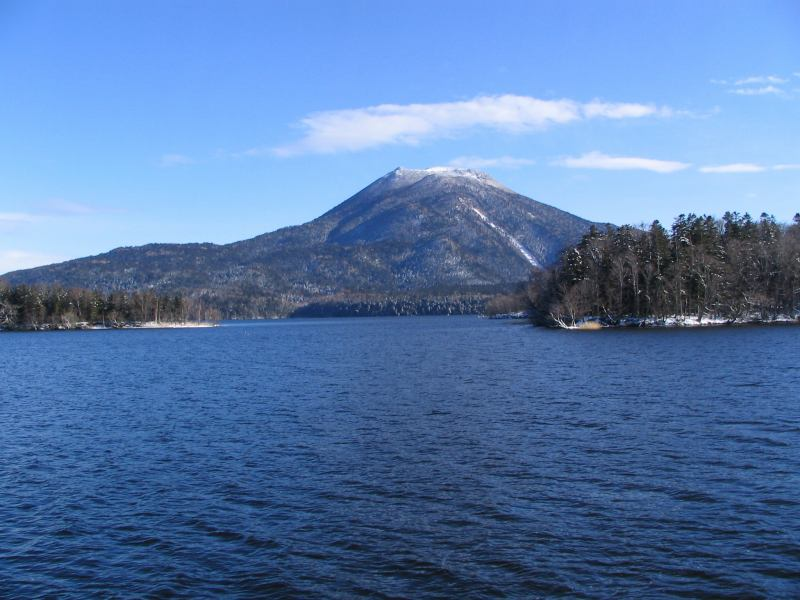
Lago Akan e Monte Meakan

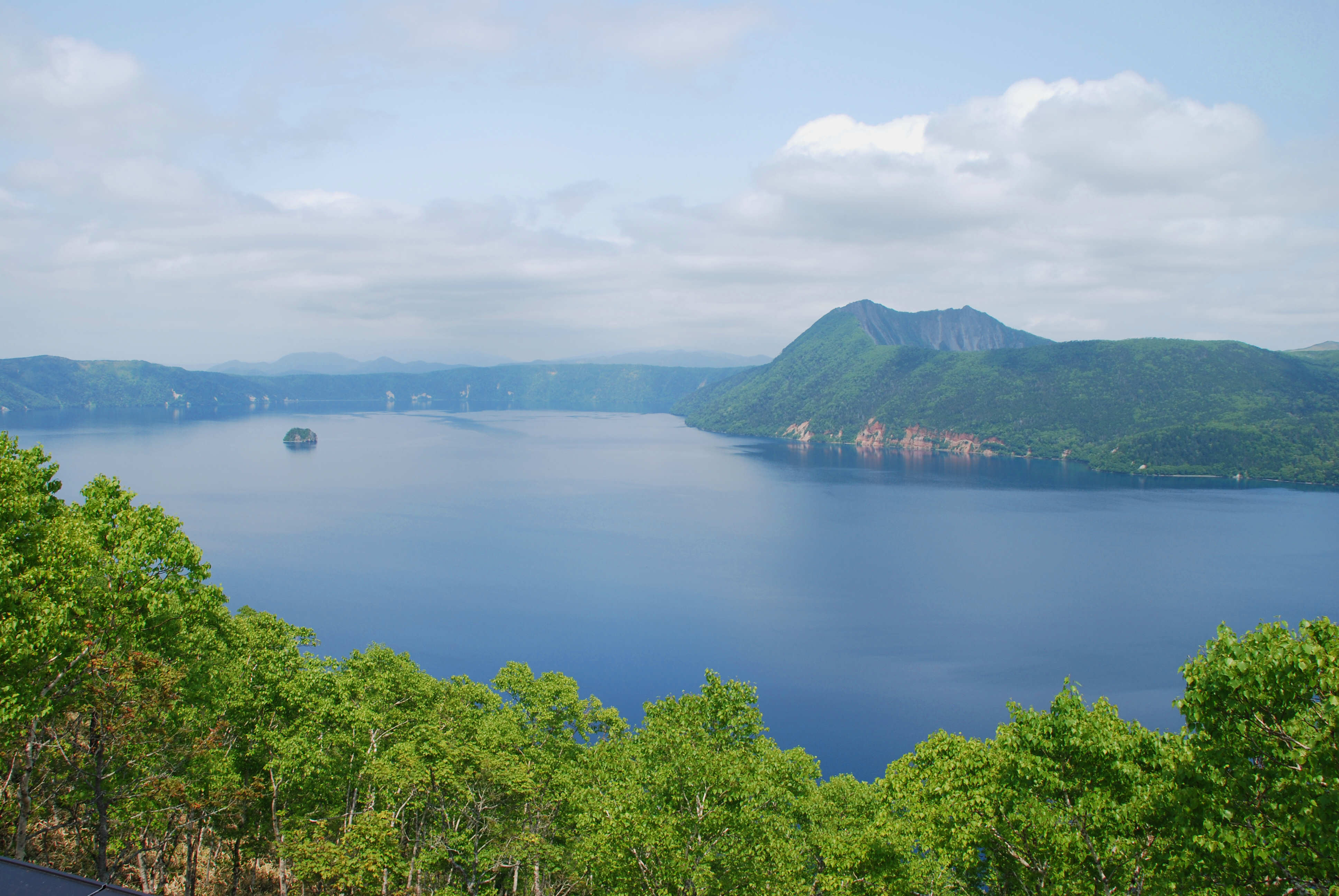
Vista do Lago Mashu

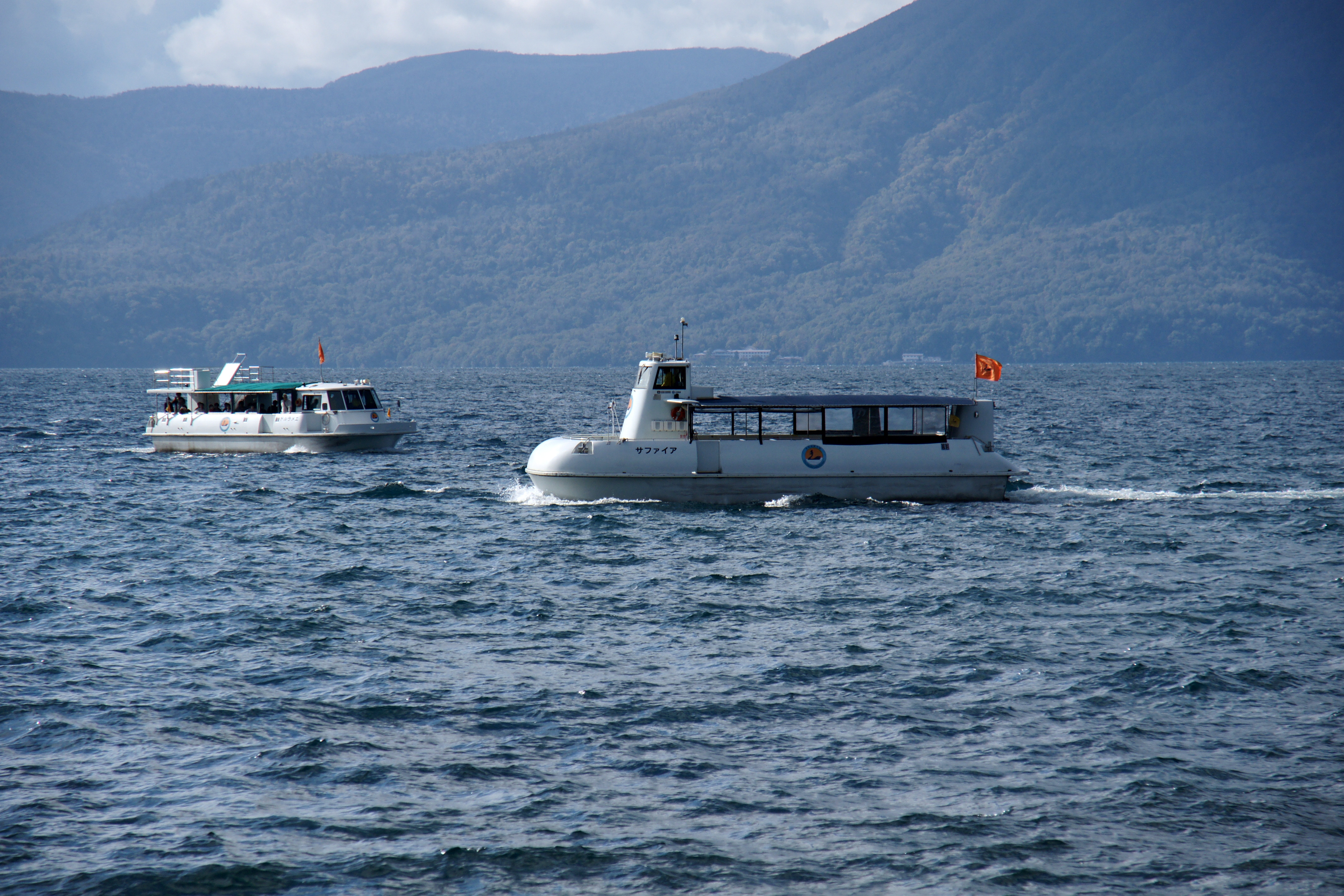
Lago Shikotsu

Há ainda muitas florestas intocadas em Hocaido, incluindo:
| Parque Nacional Shiretoko               | 知床             |
| Parque Nacional Akan                    | 阿寒             |
| Parque Nacional Kushiro-Shitsugen       | 釧路湿原         |
| Parque Nacional Daisetsuzan             | 大雪山           |
| Parque Nacional Shikotsu-Tōya           | 支笏洞爺         |
| Parque Nacional Rishiri-Rebun-Sarobetsu | 利尻礼文サロベツ |

| Parque quase-nacional Abashiri                     | 網走               |
| Parque quase-nacional Hidaka-sanmyaku Erimo        | 日高山脈襟裳       |
| Parque quase-nacional Niseko-Shakotan-Otaru Kaigan | ニセコ積丹小樽海岸 |
| Parque quase-nacional Ōnuma                        | 大沼               |
| Parque quase-nacional Shokanbetsu-Teuri-Yagishiri  | 暑寒別天売焼尻     |

- Há doze parques prefeiturais (道立自然公園). Os parques prefeiturais cobrem 146 802 ha, uma área maior do que qualquer outra prefeitura.[24]
  - Parque Natural Prefeitural de Akkeshi
  - Parque Natural Prefeitural de Esan
  - Parque Natural Prefeitural de Furano-Ashibetsu
  - Parque Natural Prefeitural de Hiyama
  - Parque Natural Prefeitural de Kariba-Motta
  - Parque Natural Prefeitural de Matsumae-Yagoshi
  - Parque Natural Prefeitural do Norte de Okhotsk
  - Parque Natural Prefeitural de Nopporo Shinrin Kōen
  - Parque Natural Prefeitural de Notsuke-Fūren
  - Parque Natural Prefeitural de Sharidake
  - Parque Natural Prefeitural de Shumarinai
  - Parque Natural Prefeitural de Teshiodake

|                                       |                      | desde de                            |
| ------------------------------------- | -------------------- | ----------------------------------- |
| Zona úmida de Kushiro                 | 釧路湿原             | 17-06-1980                          |
| Lago Kutcharo                         | クッチャロ湖         | 06-07-1989                          |
| Lago Utonai                           | ウトナイ湖           | 12-12-1991                          |
| Zona úmida Kiritappu                  | 霧多布湿原           | 10-06-1993                          |
| Lago Akkeshi, Zona úmida Bekkanbeushi | 厚岸湖・別寒辺牛湿原 | 10-06-1993, aumentado em 08-11-2005 |
| Pântano Miyajima                      | 宮島沼               | 18-11-2002                          |
| Zona úmida de Uryūnuma                | 雨竜沼湿原           | 08-11-2005                          |
| Planície Sarobetsu                    | サロベツ原野         | 08-11-2005                          |
| Lago Tōfutsu                          | 濤沸湖               | 08-11-2005                          |
| Lago Akan                             | 阿寒湖               | 08-11-2005                          |
| Península de Notsuke, Notsuke         | 野付半島・野付湾     | 08-11-2005                          |
| Lago Fūren, Shunkunitai               | 風蓮湖・春国岱       | 08-11-2005                          |

### Vida selvagem
Há três populações de subespécies de urso pardo de Hocaido (Ursus arctos yesoensis). Há mais ursos pardos do em que qualquer lugar da Ásia, com exceção da Rússia. O urso pardo de Hocaido é dividido em três linhagens distintas. Há apenas oito linhagens no mundo. Os de Honshu morreram há muito tempo. A espécie conífera nativa do norte de Hocaido é a Abies sachalinensis (abeto sacalino). A hydrangea hirta também é localizada na ilha.

### Sub-prefeituras
| 1 a 2 3 b 4 c 5 d 6 7 8 9 e (disputedo) |                |                      |           |              |             |            |                 |                 |                 |
| Sub-prefeitura | Sub-prefeitura | Japonês              | Capital   | Maior cidade | Pop. (2009) | Área (km2) | Municipalidades | Municipalidades | Municipalidades |
| 1 | Sorachi        | 空知総合振興局       | Iwamizawa | Iwamizawa    | 338 485     | 5 791,19   | 10 cidades      | 14 vilas        |                 |
| a | ↳ Ishikari     | 石狩振興局           | Sapporo   | Sapporo      | 2 324 878   | 3 539,86   | 6 cidades       | 1 vila          | 1 aldeia        |
| 2 | Shiribeshi     | 後志総合振興局       | Kutchan   | Otaru        | 234 984     | 4 305,83   | 1 cidade        | 13 vilas        | 6 aldeias       |
| 3 | Iburi          | 胆振総合振興局       | Muroran   | Tomakomai    | 419 115     | 3 698,00   | 4 cidades       | 7 vilas         |                 |
| b | ↳ Hidaka       | 日高振興局           | Urakawa   | Shinhidaka   | 76 084      | 4 811,97   |                 | 7 vilas         |                 |
| 4 | Oshima         | 渡島総合振興局       | Hakodate  | Hakodate     | 433 475     | 3 936,46   | 2 cidades       | 9 vilas         |                 |
| c | ↳ Hiyama       | 檜山振興局           | Esashi    | Setana       | 43 210      | 2 629,94   |                 | 7 vilas         |                 |
| 5 | Kamikawa       | 上川総合振興局       | Asahikawa | Asahikawa    | 527 575     | 10 619,20  | 4 cidades       | 17 vilas        | 2 aldeias       |
| d | ↳ Rumoi        | 留萌振興局           | Rumoi     | Rumoi        | 53 916      | 3 445,75   | 1 cidade        | 6 vilas         | 1 aldeia        |
| 6 | Sōya           | 宗谷総合振興局       | Wakkanai  | Wakkanai     | 71 423      | 4 625,09   | 1 cidade        | 8 vilas         | 1 aldeia        |
| 7 | Okhotsk        | オホーツク総合振興局 | Abashiri  | Kitami       | 309 487     | 10 690,62  | 3 cidades       | 14 vilas        | 1 aldeia        |
| 8 | Tokachi        | 十勝総合振興局       | Obihiro   | Obihiro      | 353 291     | 10 831,24  | 1 cidade        | 16 vilas        | 2 aldeias       |
| 9 | Kushiro        | 釧路総合振興局       | Kushiro   | Kushiro      | 252 571     | 5 997,38   | 1 cidade        | 6 vilas         | 1 aldeia        |
| e | ↳ Nemuro       | 根室振興局           | Nemuro    | Nemuro       | 84 035      | 3 406,23   | 1 cidade        | 4 vilas         | *               |
| *O Japão reivindica a parte sul das ilhas Kuril (Territórios do Norte), atualmente administrada pela Rússia. Elas pertencem à subprefeitura de Nemuro dividida em seis aldeias. No entanto, a tabela acima exclui os dados dessas ilhas. |                |                      |           |              |             |            |                 |                 |                 |

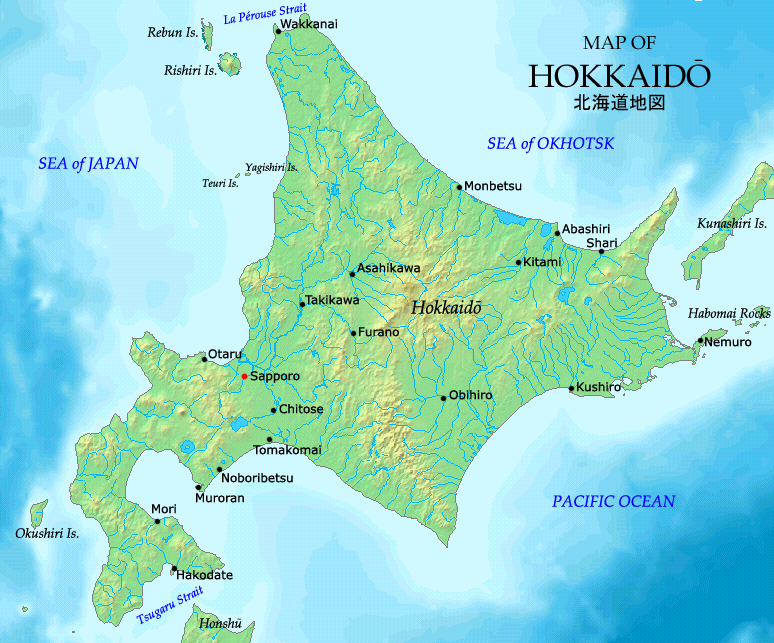
Mapa de Hocaido mostrando as subprefeituras e as cidades primárias

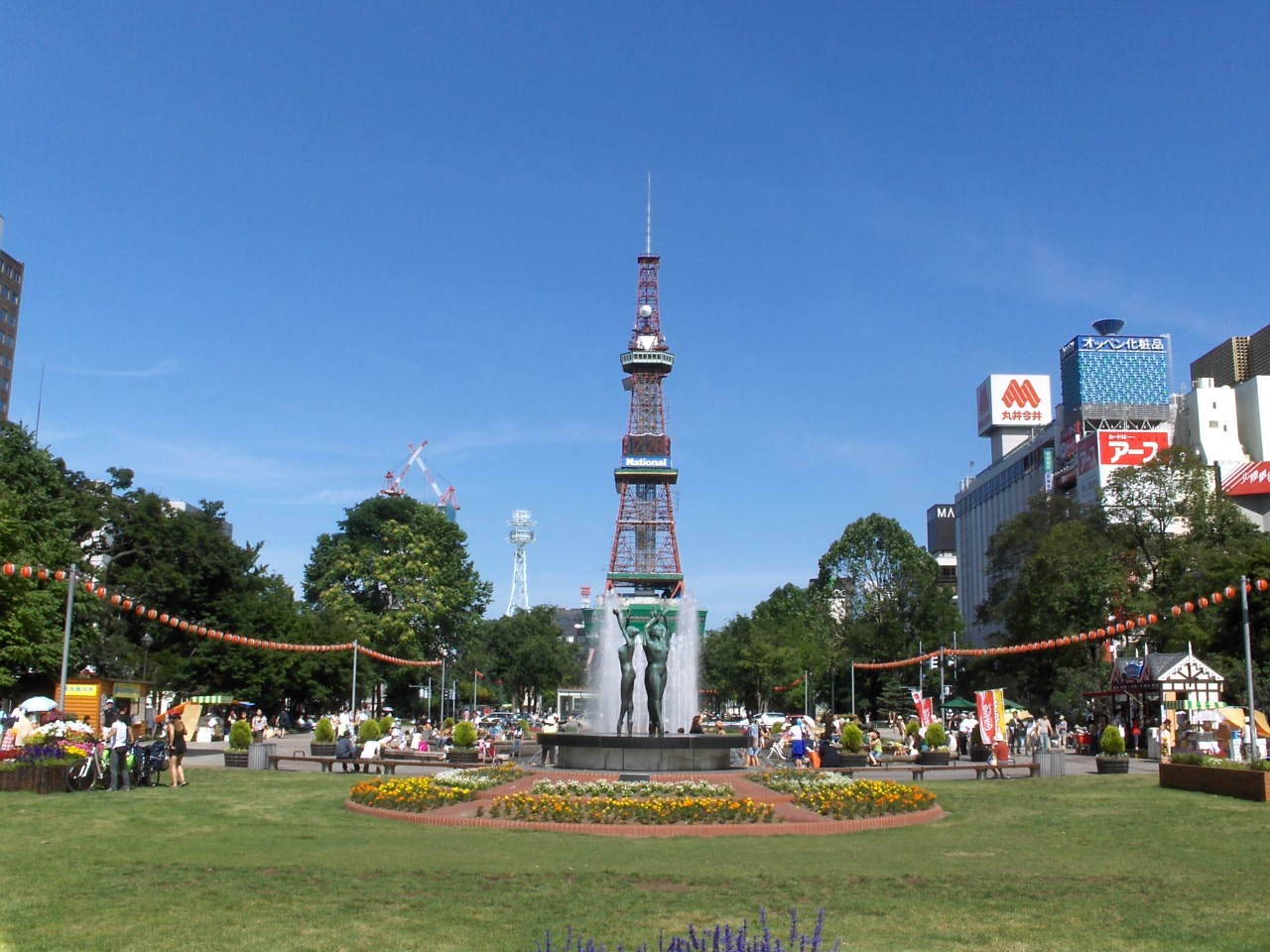
Parque Odori, em Sapporo

Desde abril de 2010, Hocaido possui 9 Departamentos Gerais Subprefeiturais (総合振興局) e 5 Departamentos Subprefeiturais (振興局). Antes disso, Hocaido era uma das oito prefeituras no Japão que possuía sub-prefeituras (支庁 shichō). No entanto, é a única das oito que tem tais escritórios cobrindo todo o seu território fora das principais cidades (em vez de ter apenas para ilhas periféricas ou áreas remotas). Isto é principalmente devido ao seu grande tamanho: muitas partes da prefeitura são muito distantes para serem administradas com eficácia por Sapporo. Escritórios subprefeiturais em Hocaido desempenham vários dos deveres que os escritórios de prefeituras cumprem em outros lugares do Japão.
Antes das divisões políticas atuais e depois de 1869, Hocaido foi dividida em províncias.

### Clima

Imagem de satélite de Hocaido durante o inverno

A região mais fria do Japão, Hocaido tem verões relativamente frescos e invernos congelantes. A maior parte da ilha está na zona de clima continental úmido com classificação climática de Köppen-Geiger Dfb (hemiboreal) na maior área e Dfa (verão quente úmido continental) nas terras baixas. A temperatura média em agosto fica entre 17 e 22 °C, enquanto as temperaturas médias em janeiro ficam entre −12 e −4 °C, ambos os casos dependem da elevação e distância a partir oceano, apesar de as temperaturas no lado oeste da ilha tenderem a ser um pouco mais altas que as do lado leste.
A porção norte de Hocaido está no bioma taiga com muita queda de neve. A queda de neve varia de 11 metros nas adjacências das montanhas do Mar do Japão para cerca de 1.8 metros na costa do Pacífico. A ilha tende a ver tempestades de neve isoladas que se transformam em bancos de neve duradouros, em contraste com os aguaceiros constantes na região de Hokuriku. A precipitação total varia de 1 600 milímetros nas montanhas da costa do Mar do Japão para cerca de 800 milímetros (a menor do Japão) na costa do Mar de Okhotsk e nas terras baixas do interior, e 1 100 milímetros no lado do Pacífico.
Ao contrário das outras grandes ilhas do Japão, Hocaido normalmente não é afetada pela estação chuvosa de junho-julho, mas com relativa falta de umidade e com ar aquecido, ao invés de quente. Esse verão ameno é atração para turistas de todas as partes do país.
No inverno, a neve fina de alta qualidade e as várias montanhas tornam a ilha uma região popular para esportes de inverno. A queda de neve começa no início de novembro e os resorts de esqui operam entre dezembro e abril. Hocaido celebra seu inverno com o Festival de Neve de Sapporo.
Durante o inverno, a passagem pelo Mar de Okhotsk se complica devido aos grandes blocos de gelo à deriva. Combinado com os fortes ventos que ocorrem durante o inverno, isso frequentemente faz viagens aéreas e atividade marítima procurarem paradas além da costa norte de Hocaido. Portos no Oceano Pacífico e no Mar do Japão são livres de gelo, apesar de a maioria dos rios congelarem no inverno.

### Principais cidades

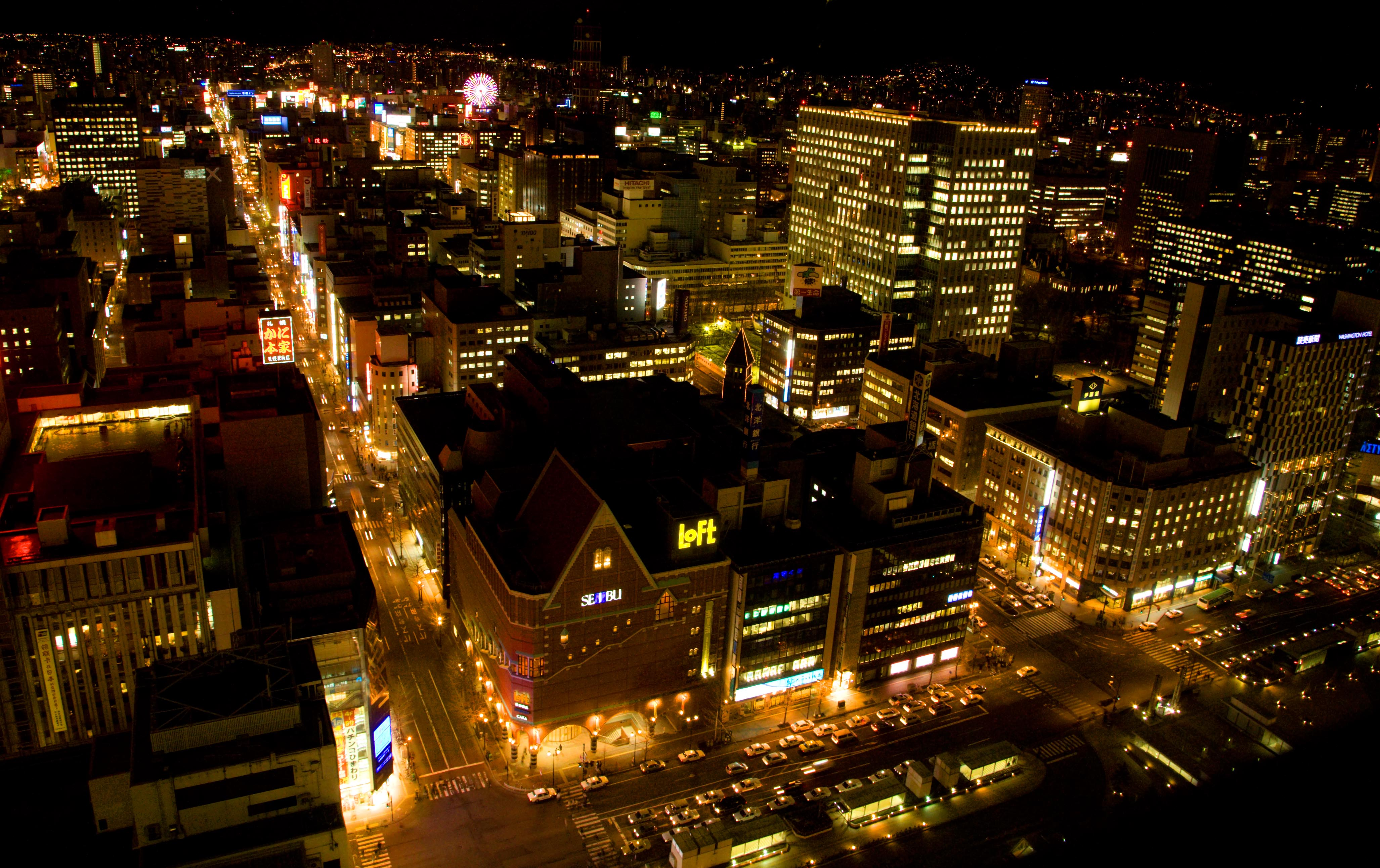
A maior cidade de Hocaido, Sapporo

A maior cidade de Hocaido é a sua capital, Sapporo.  A segunda maior cidade é Asahikawa na região central, seguida por Hakodate na região sul; outras cidades de destaque são Rumoi, Iwamizawa, Obihiro, Kitami, Wakkanai, Nemuro, Kushiro e Abashiri.
A prefeitura de Hocaido possui um total de 180 municipalidades, sendo 35 consideradas cidades "shi", 130 cidades-menores "cho" e 15 vilarejos "mura".
Várias destas cidades se tornaram famosas pela qualidade de sua produção local ou características geográficas. Wakkanai é a cidade mais setentrional do Japão e o ponto mais próximo da vizinha Rússia, Furano é a cidade das flores no verão e o local mais frio de Hocaido no inverno, Otaru é famoso por seu sushi, Yubari pela qualidade de seus melões.

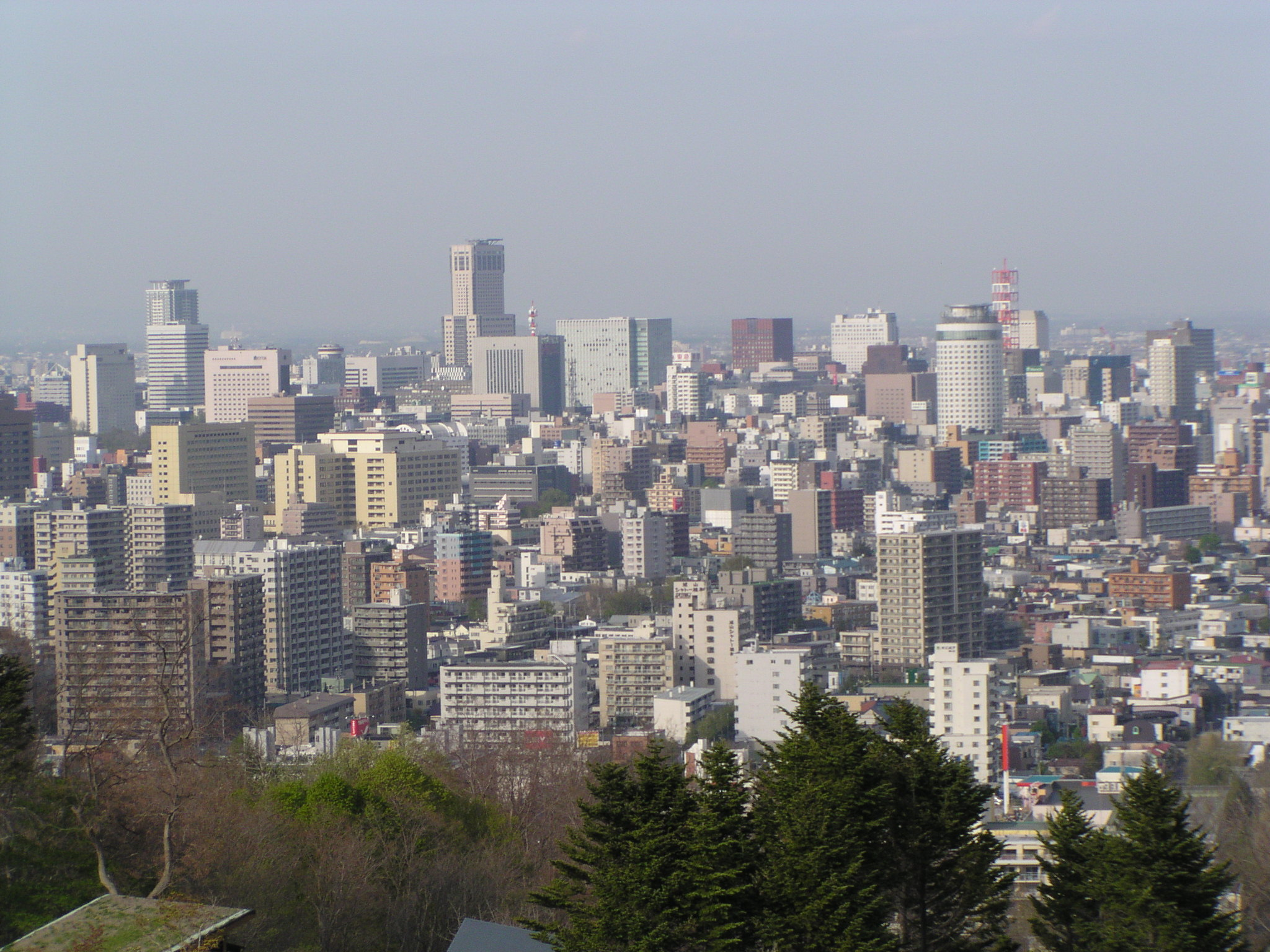
Sapporo
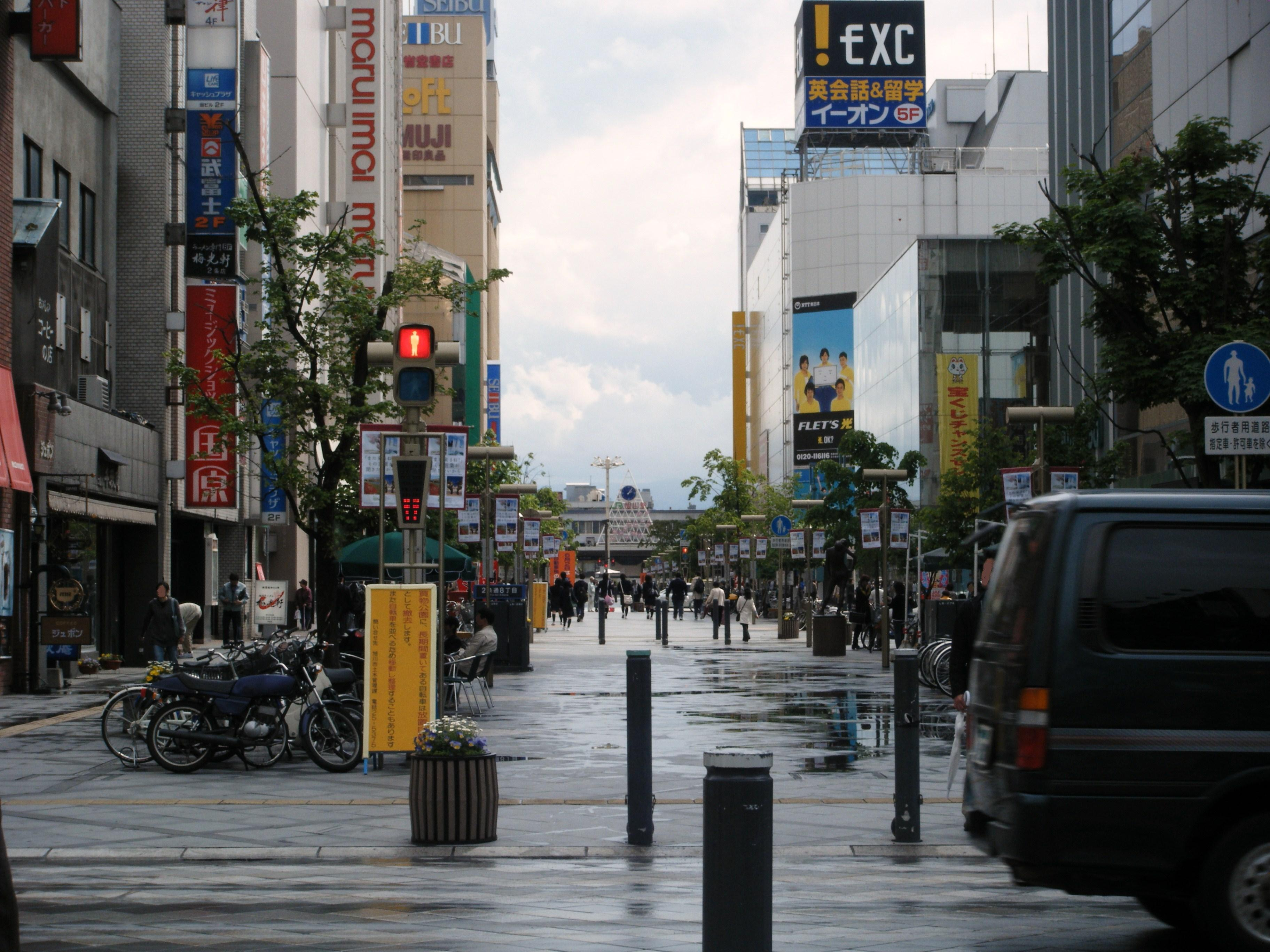
Asahikawa
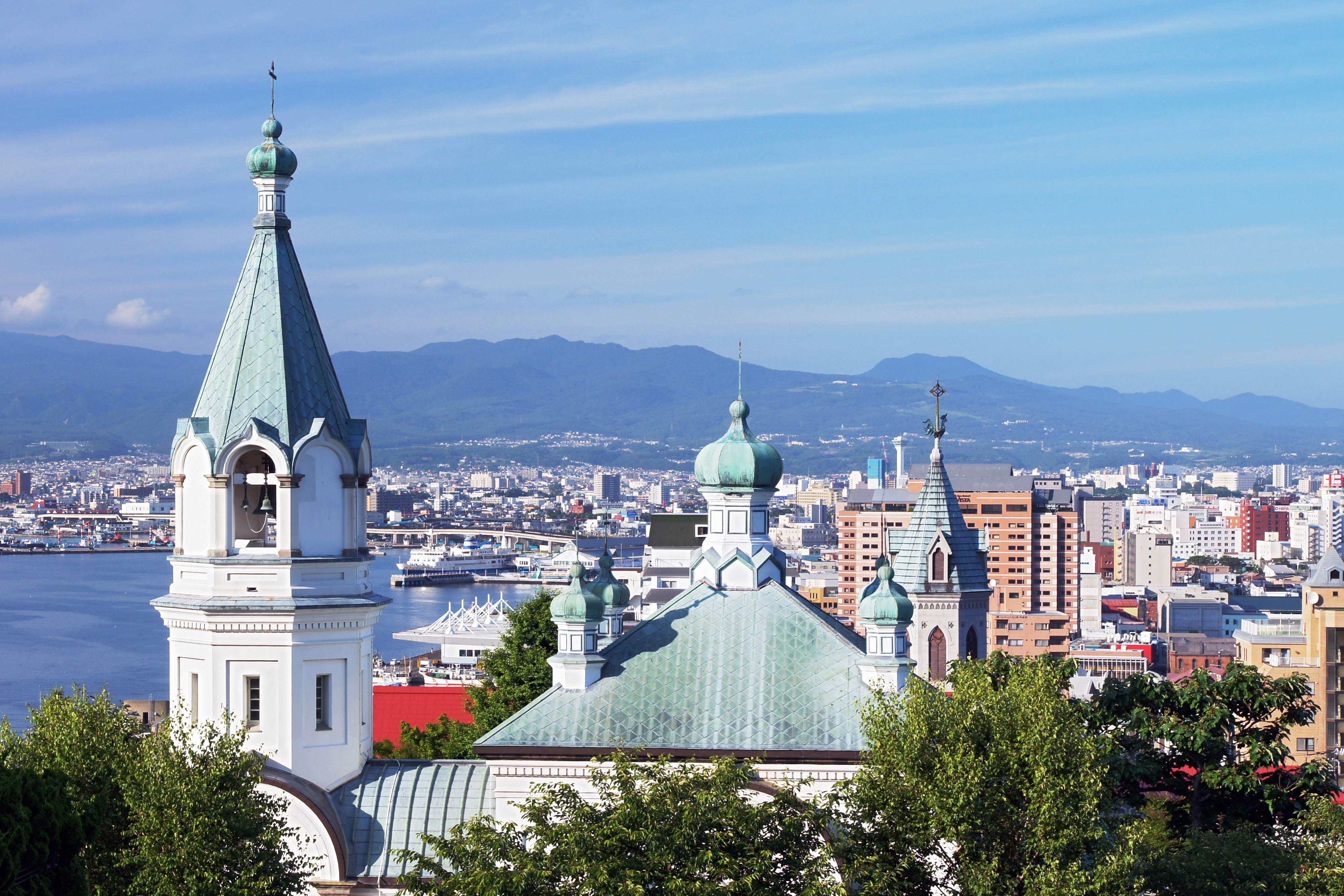
Hakodate
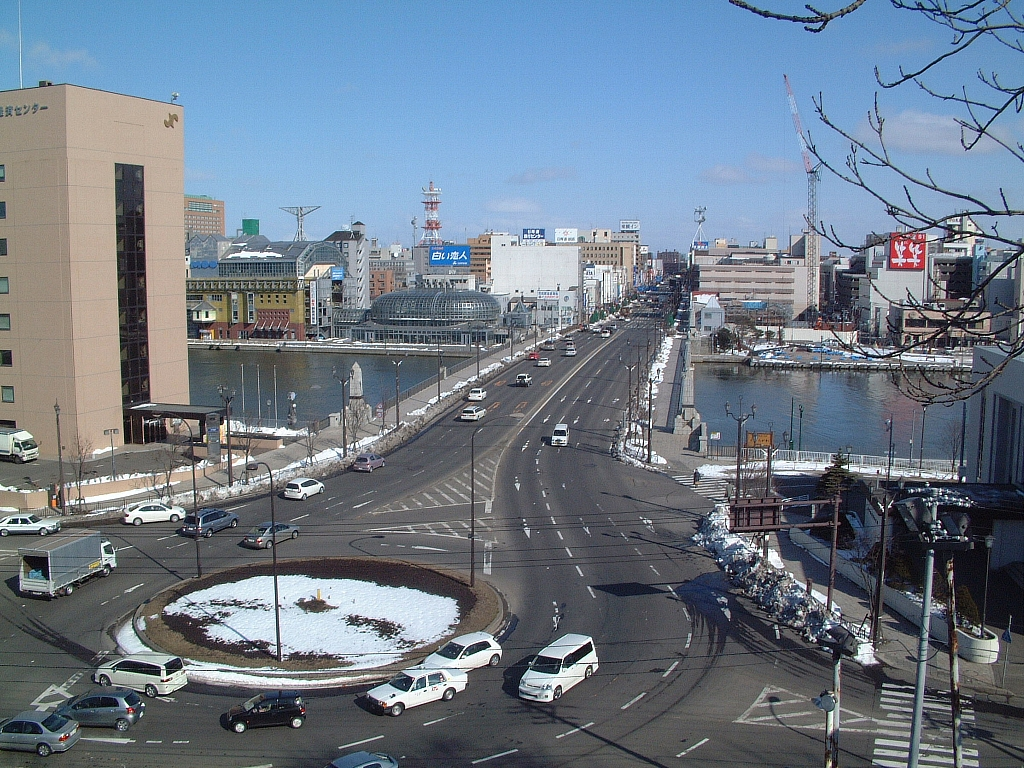
Kushiro
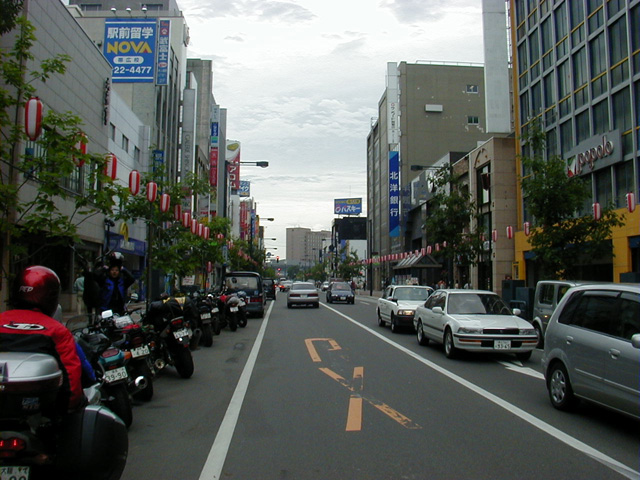
Obihiro
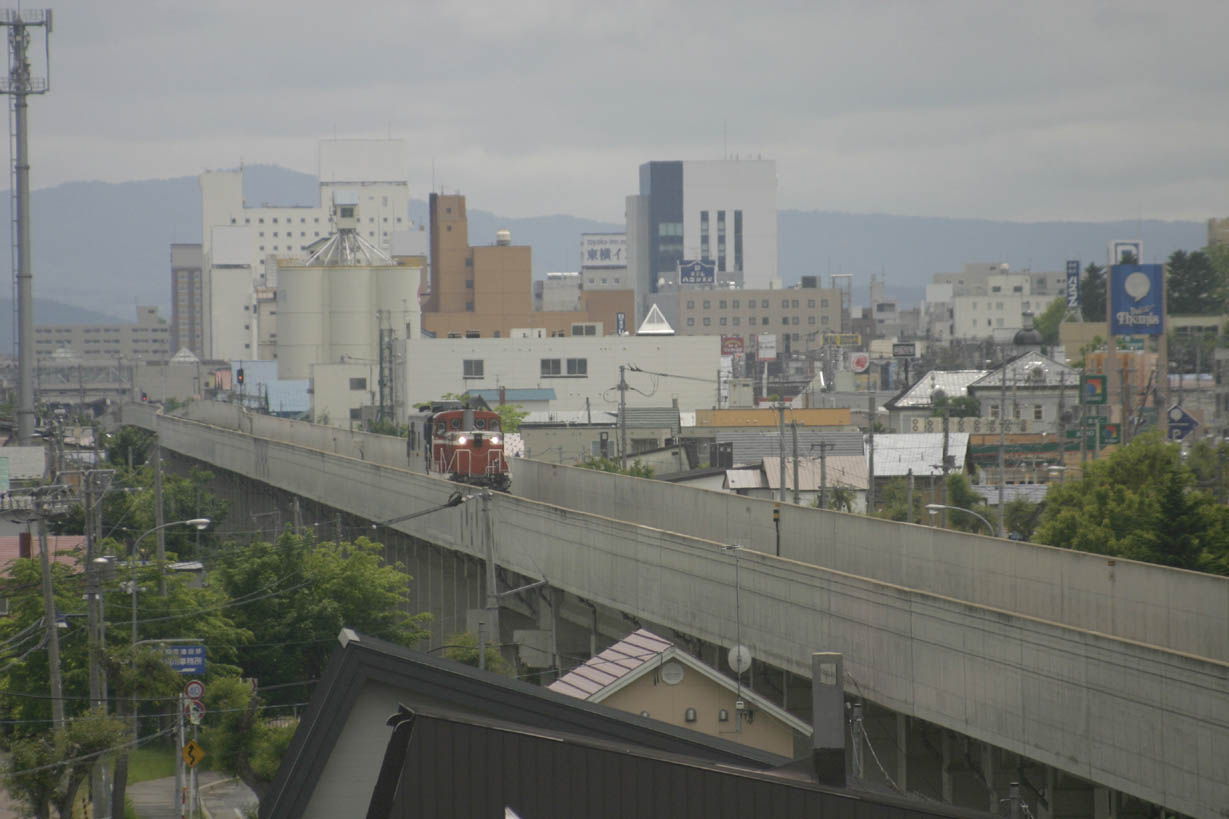
Kitami
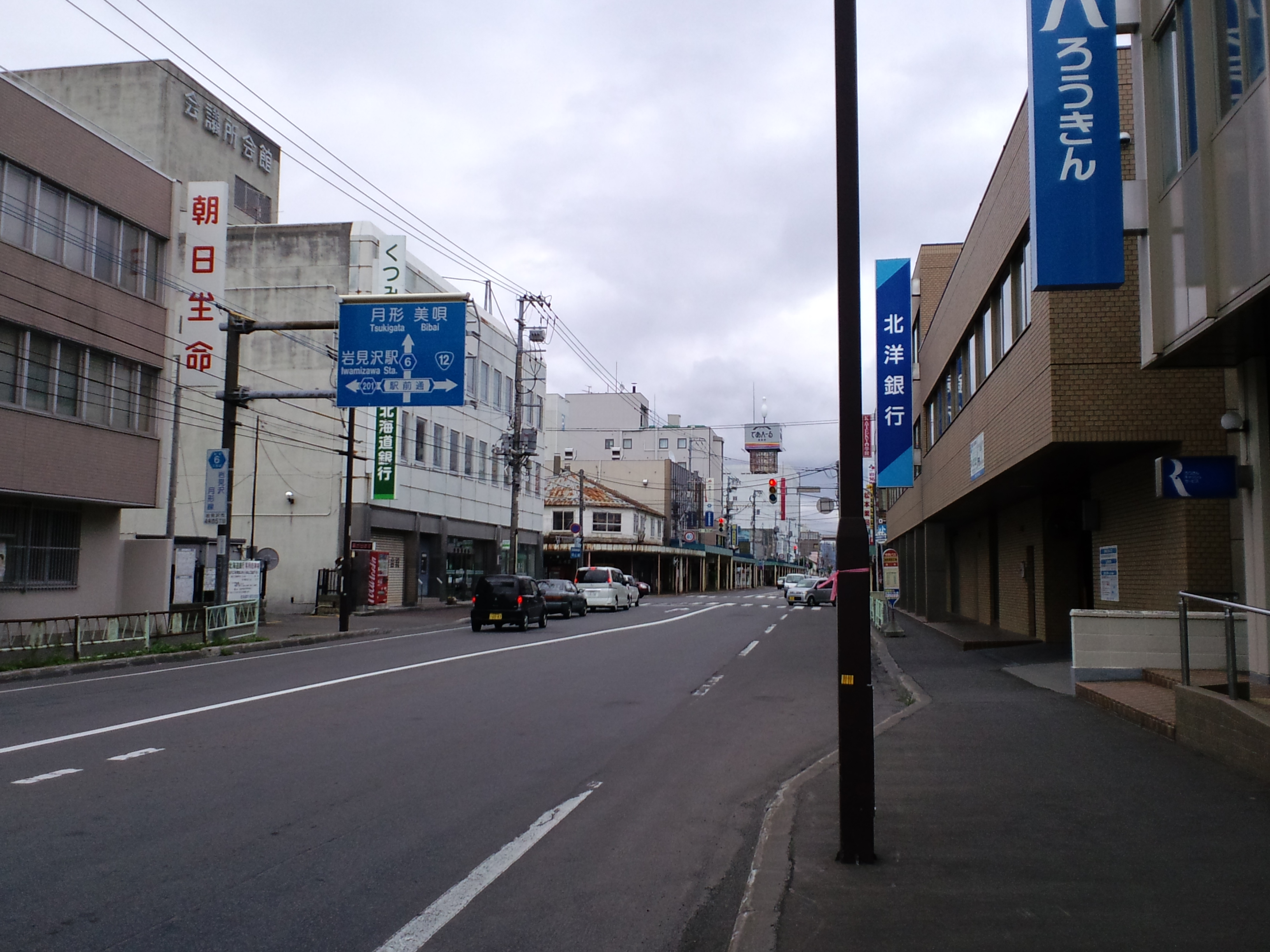
Iwamizawa
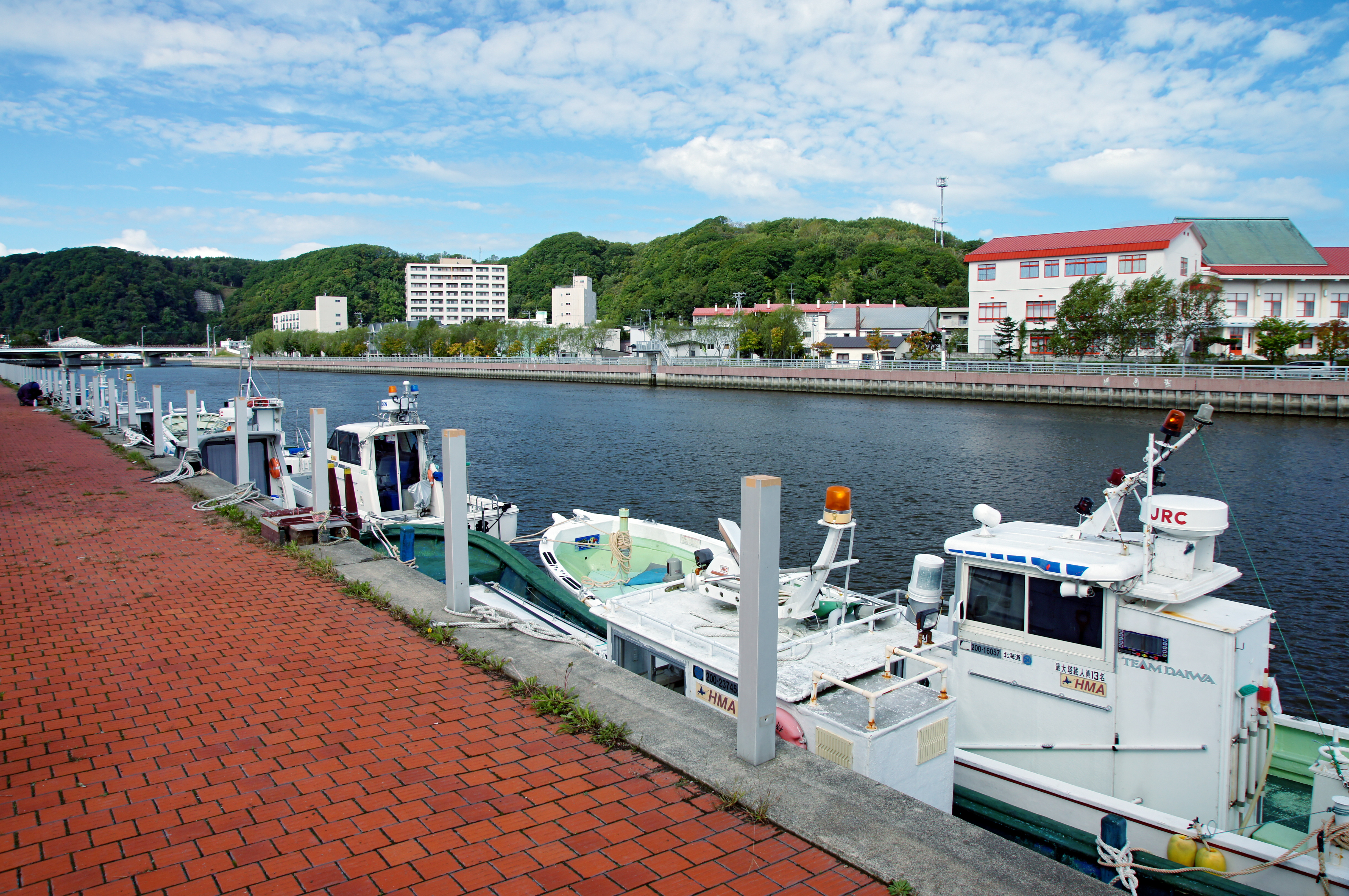
Abashiri
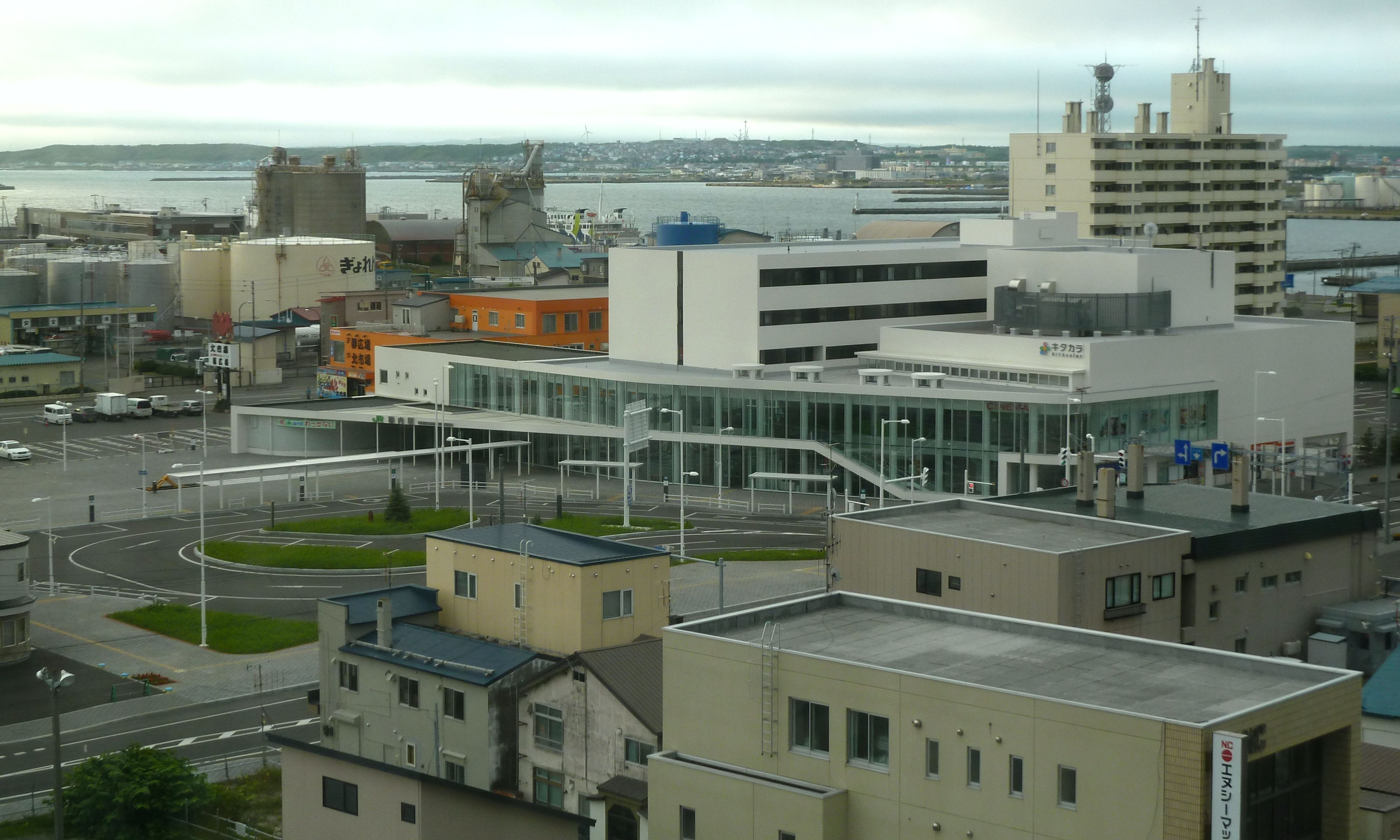
Wakkanai
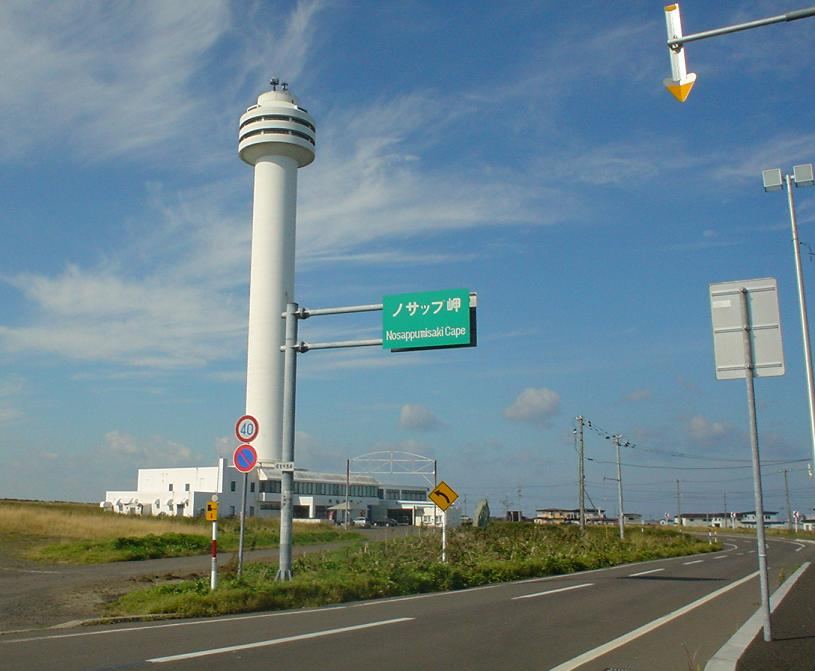
Nemuro
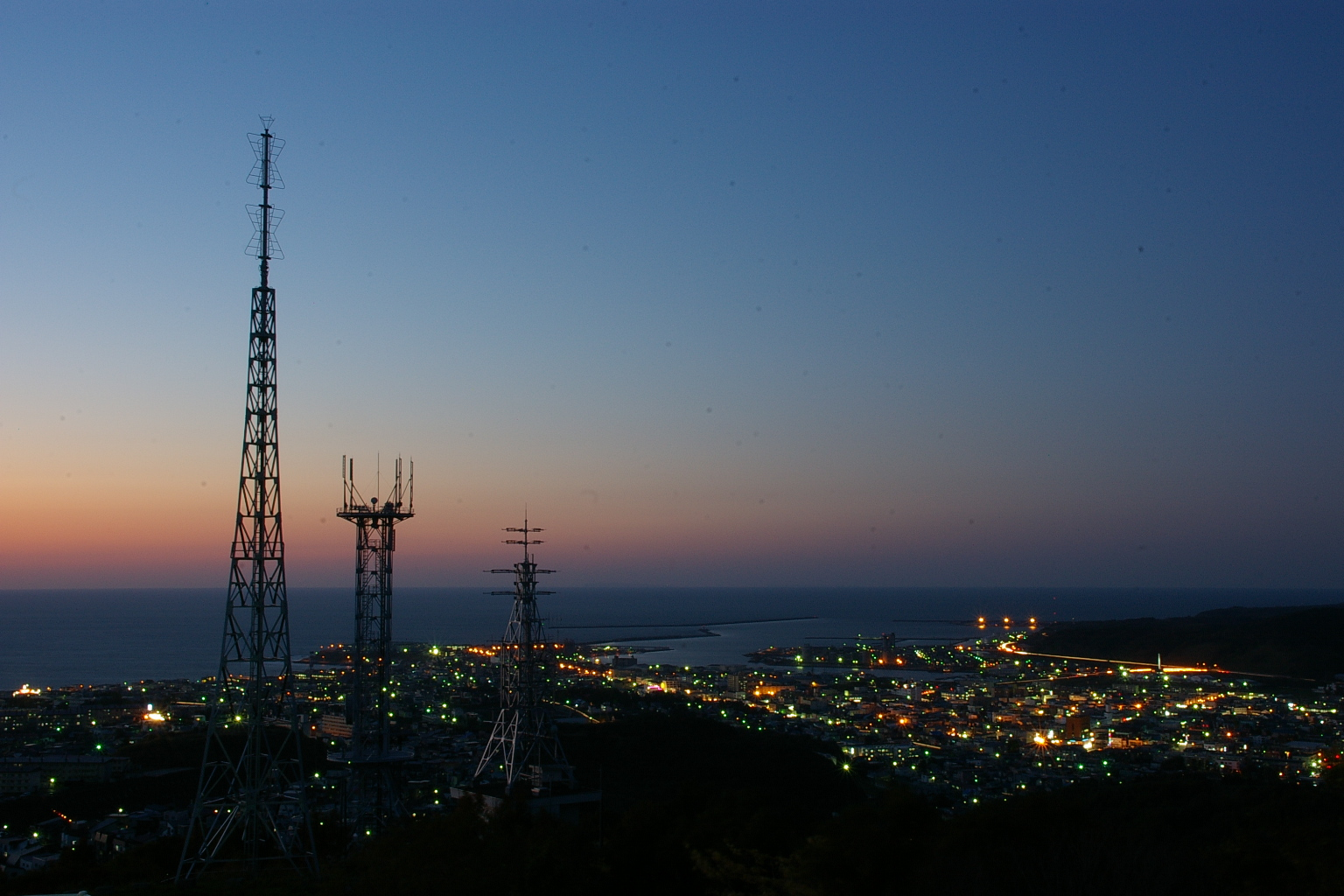
Rumoi

## Economia

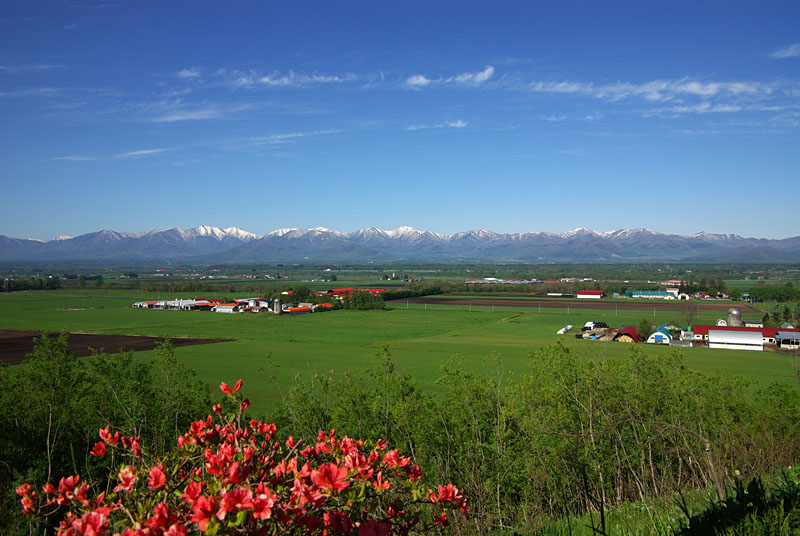
Grande fazenda na planície de Tokachi

Ainda que exista alguma atividade industrial (produção de pasta de papel, fermentação de cerveja — a cerveja Sapporo — e indústria alimentar, a maior parte da população está empregada no sector de serviços.
A agricultura e outras indústrias primárias têm um grande papel na economia de Hocaido. Hocaido possui quase um quarto de toda terra cultivável do Japão. Isso faz a prefeitura liderar na produção de produtos agrícolas, como trigo, soja, batata, beterraba-sacarina, cebola, abóbora, milho, leite e carne. Hocaidotambém possui 22% das florestas do Japão com uma indústria madeireira considerável. A prefeitura também lidera na produção de produtos marinhos e aquicultura.
O turismo também é uma indústria importante, especialmente durante o verão ameno quando visitantes são atraídos pelos espaços abertos da prefeitura ao fugirem do clima quente e úmido das outras partes do Japão e da Ásia. Durante o inverno, o esqui e outros esportes de inverno trazem turistas, principalmente internacionais. Os Jogos Olímpicos de Inverno de 1972 foram realizados em Sapporo.

## Transportes
A única via de comunicação terrestre entre Hocaido e o resto do Japão é o Túnel Seikan. A maioria dos viajantes chega de avião: o aeroporto principal é o Novo Aeroporto de Chitose, em Chitose, ao sul de Sapporo. Tóquio-Chitose é a mais concorrida das rotas aéreas do mundo, suportando 45 viagens de ida e volta, em três companhias de aviação, por dia.  Uma destas companhias, a Air Do foi buscar o seu nome a Hokkaido.  Pode-se ir, ainda, a Hocaido através de balsa, a partir de Sendai, Niigata, entre outras cidades. As balsas vindas de Tóquio transportam apenas carga. A Hocaido Shinkansen pega passageiros em Tóquio e os leva até Hakodate em um período de quatro horas.
No território de Hocaido existe ainda uma rede ferroviária de qualidade (a Hokkaido Railway Company), mas muitas cidades só podem ser acessadas pelas rodovias.
Hocaido possui uma das três Melody Roads do Japão, ruas que tocam melodias instrumentais quando um carro passa sobre o trecho a uma velocidade de 40 km/h. A tecnologia usada permite que o asfalto “toque música” devido às vibrações da roda do carro em ranhuras ou sulcos que estão distribuídos no asfalto em intervalos muito específicos.

## Educação
O Conselho de Educação Prefeitural de Hocaido supervisiona escolas públicas (exceto faculdades e universidades) na prefeitura. Escolas públicas primárias e secundárias (exceto a Hocaido Noboribetsu Akebi Secondary School e escolas ligadas a Universidade de Educação de Hocaido) são operadas pelas municipalidades, e as escolas de ensino médio públicas são operadas tanto pelo conselho prefeitural quanto pelas municipalidades.
Hocaido possui 37 universidades (7 nacionais, 5 públicas locais, e 25 privadas), 34 escolas preparatórias, e 5 faculdades de tecnologia (4 nacionais e 1 pública local). As universidades nacionais presentes em Hocaido são:
- Universidade de Hocaido (antiga Faculdade Agrícola de Sapporo)[31]
- Universidade de Educação de Hocaido
- Instituto de Tecnologia de Muroran
- Universidade de Comércio de Otaru
- Universidade de Agricultura e Medicina Veterinária de Obihiro
- Universidade de Medicina de Asahikawa
- Instituto de Tecnologia de Kitami

O governo de Hocaido gerencia a Universidade de Medicina de Sapporo.

## Esportes
Os Jogos Olímpicos de Inverno de 1972 ocorreram em Sapporo.
Os times esportivos listados abaixo são localizados em Hocaido.

### Futebol americano
- Associação de Futebol Americano de Hocaido

### Futebol
- Consadole Sapporo (Sapporo)

### Baseball
- Hokkaido Nippon-Ham Fighters  (Sapporo)

### Basquete
- Levanga Hokkaido (Sapporo)

### Hockey no gelo
- Nippon Paper Cranes (Kushiro)
- Oji Eagles (Tomakomai)

## Festivais de inverno
- Festival de Neve de Sapporo
- Festival de Neve de Asahikawa
- Festival de Neve de Sōunkyō
- Big Air – competição de snowboarding freestyle

## Relações internacionais
```
possui 
relações
 com as seguintes cidades.
[
32
]
```

- Alberta, Canadá, desde 1980[33][34]
- Heilongjiang, China, desde 1980[33]
- Massachusetts, EUA, desde 1988[33][35]
- Oblast de Sacalina, Rússia, desde 1998[33]
- Busan, Coreia do Sul, desde 2005
- Gyeongsangnam-do, Coreia do Sul, desde 2006
- Seoul, Coreia do Sul, desde 2010[36]

Até janeiro de 2014, 74 municipalidades de Hocaido possuíam acordos de geminação com 114 cidades em 21 países.

## Política

### Governador
A atual governadora de Hocaido é Harumi Takahashi. Ela ganhou um quarto mandato na eleição governamental em 2015 com o apoio da centro-direita. Sua primeira eleição em 2003 em uma disputa apertada contra Yoshio Hachiro (candidato da centro-esquerda) e mais sete candidatos, terminando os 20 anos de vitórias do peso-pesado do Partido Socialista Takahiro Yokomichi e seu ex vice-governador Tatsuya Hori que venceu Hideko Itō duas vezes por uma grande margem.

### Corpo legislativo
A Assembleia Prefeitural de Hocaido possui 101 membros de 47 distritos eleitorais. Em 30 de abril de 2015, o caucus do Partido Liberal Democrata possuía a maioria com 51 assentos, o Partido Democrático tinha 26. Outros grupos são o Hokkaidō Yūshikai do Partido Novo Daichi e os independentes com 12 assentos, o Novo Komeito com 8, e o Partido Comunista com 4. As eleições gerais para o poder legislativo em Hocaido acontecem junto com as eleições governamentais, sendo a última em abril de 2015.

## Representação nacional
Para a câmara baixa da Dieta Nacional, Hocaido é dividida em doze distritos eleitorais. Nas eleições de 2014, os candidatos da coalizão governamental dos Liberais Democratas e do Novo Komeito venceram em nove distritos, enquanto os Democratas venceram em três. A representação proporcional de Hocaido elege oito representantes. Em 2014, o Partido Liberal Democrata recebeu 29,8% dos votos proporcionais e ganhou três assentos, o Partido Democrata ganhou dois (27,6% dos votos), um assento foi para o Kōmeitō (12,3%), um para o Partido da Inovação do Japão (9.9%) e um para o partido comunista (12,1%). Mais de quatro por cento dos votos proporcionais em Hocaido foram para o grupo de protesto shiji seitō nashi ("sem suporte partidário").
Na câmara alta da Dieta Nacional, uma reformulação na década de 1990 reduziu o número de conselheiros de Hocaido de quatro para dois. Após as eleições de 2010 e 2013, o distrito eleitoral de Hocaido é representado por dois Liberais Democratas e dois Democratas. Nas eleições de 2016, a magnitude distrital irá subir para três, Hocaido será então temporariamente representada por cinco e seis membros após as eleições de 2019.